# Charlotte Sting
Els Charlotte Sting va ser un equip femení de l'Associació Nacional de Bàsquet (WNBA) amb seu a Charlotte, Carolina del Nord, Estats Units, un dels vuit equips originals de la lliga. L'equip va plegar el 3 de gener del 2007.
El Sting era originalment l'organització germana dels Charlotte Hornets, fins que l'equip de la NBA es va traslladar a Nova Orleans el 2002. Robert L. Johnson, fundador de Black Entertainment Television, va comprar l'equip el gener del 2003, poc després que fos anunciat com a propietari principal d'una franquícia d'expansió de la NBA que va substituir els Hornets que sortien.
Uniformes
- 1997-2003: a la carretera, cerceta amb rivets blancs i morats, text del logotip de Sting al pit. A casa, blanc, amb color verd verda i ribetes morats. Mascota del logotip de Sting als pantalons curts, similar als Charlotte Hornets
- 2004-2006: a la carretera, taronja amb rivets blaus, text del logotip de Sting al pit. A casa, blanc amb rivets ataronjats. Mascota del logotip de Sting als pantalons curts, similar als Charlotte Bobcats.

## Història

### Primers anys
El Charlotte Sting va ser una de les vuit franquícies originals de la WNBA que van començar a jugar el 1997. Els Sting eren llavors l'equip germà dels Charlotte Hornets. Els Sting van acabar la seva primera temporada amb un registre de 15-13 i es van classificar per als primers playoffs de la WNBA, però van perdre contra els eventuals campions Houston Comets a la semifinal d'un partit.
El Sting de 1998 va acabar la temporada amb un registre de 18-12. Als playoffs, els Sting van tornar a perdre les semifinals de la Conferència Est davant dels Houston Comets, i els Comets van tornar a guanyar-se el campionat.
En la temporada baixa del 1998–1999, amb el plegament de la Lliga Americana de Bàsquet, el Sting va afegir l'ex guarda de l'ABL Dawn Staley a una ja impressionant llista que comptava amb Vicky Bullett i Andrea Stinson.
El seu rècord, però, va caure a 15-17 el 1999. Encara va ser suficient per classificar-los per als playoffs, on van derrotar el Detroit Shock en la primera ronda 60-54. A la final de la conferència, el Sting va caure davant els jocs de New York Liberty 2 a 1.
La temporada 2000 va ser molt decebedora per als Sting, amb un registre final de 8-24. Es van perdre els playoffs per primera vegada a la història de les franquícies.
El Sting del 2001 va perdre 10 dels seus primers 11 jocs. Però l'equip només va perdre 4 partits després d'això, acabant amb un registre de 18-14. Tot i que amb prou feines s'havien classificat per als playoffs com a cap de sèrie número 4, ningú no els volia afrontar. A la primera ronda, els Sting van trastocar primer el número 1 de Cleveland Rockers i després el número 2 de New York Liberty, superant cadascun en 3 partits. Per primera vegada en la història de les franquícies, els Sting es van trobar a la final de la WNBA. Però la màgia va acabar aquí per als Sting, ja que van ser arrasats pels Los Angeles Sparks en dos jocs.
The Sting va registrar un sòlid rècord de 18-14 la temporada 2002, però va ser arrasat pels Washington Mystics a la primera ronda dels playoffs.
Després de la temporada 2001-2002 de la NBA, els Charlotte Hornets es van traslladar a Nova Orleans (vegeu "New Orleans Hornets"). El Sting no va acompanyar els Hornets a Nova Orleans. Durant una temporada (2003), el Sting no va tenir cap equip germà.

### Anys finals
La NBA va anunciar immediatament, després de mudar-se els Hornets, que un nou equip començaria a jugar a Charlotte a partir de la temporada 2004-2005. Poc després, Robert L. Johnson va ser anunciat com a propietari d'aquesta nova franquícia. Johnson també va comprar el Sting per jugar com a equip germà de la nova Charlotte Bobcats.
La temporada 2003 va veure una altra aparició en els playoffs dels Sting. La franquícia havia registrat un rècord de 18-16 i havia empatat amb el Connecticut Sun per la llavor número 2. El Sting va jugar el mateix Sol als playoffs, i va ser arrasat en dos partits.
Després de la temporada, Johnson va canviar els colors de l'equip de Sting del color verd i el morat dels Hornets per correspondre amb el blau i el taronja dels Bobcats. Es va especular que l'equip podria tenir un nom nou, però una mascota acabada d'estrenar seguint el mateix tema de Sting va fer que aquesta idea sigui poc probable.
Durant la temporada baixa, l'equip va fer diverses incorporacions clau al seu grup de veterans establert. Després de canviar a Kelly Miller per la Indiana Fever a canvi de la tercera selecció general en el draft de la WNBA, el Sting va incorporar a Nicole Powell, destacada de la Universitat Stanford. El Sting va fer quatre seleccions en general, inclosa la selecció de la segona ronda de la destacada Kelly Mazzante de Penn State.
Els Sting no van aconseguir els playoffs la temporada 2004, ja que van publicar un rècord de 16-18 i van acabar un partit del cap de sèrie número 4. Després de la temporada, el Sting va continuar construint per al futur, negociant amb els Sacramento Monarchs per Tangela Smith i una selecció de draft de segona ronda en el draft de 2006 en un acord que va veure que Nicole Powell canviava a Sacramento. Després d'haver guanyat la primera selecció al draft de la WNBA del 2005, el Sting va seleccionar Janel McCarville, jugador de Golden Gophers de la Universitat de Minnesota.
El nou look de Sting va patir una terrible temporada del 2005, amb el pitjor registre de la lliga en 6-28. Durant la temporada, el Sting va canviar el veterà Dawn Staley als Houston Comets i va nomenar la icona del bàsquet de Charlotte Muggsy Bogues com el seu nou entrenador principal a finals de temporada. La temporada també va veure com l'equip jugava el seu darrer partit al Charlotte Coliseum, la casa de l'equip des de 1997.
The Sting es va mudar a la nova casa dels Bobcats, Time Warner Cable Arena, per a la temporada 2006. El Sting va tenir una temporada millor el 2006 que el 2005, amb un rècord d'11 a 23. Els Sting tenien un nou camp i progressaven clarament en la reconstrucció. Tot i el nombre creixent d'èxits a la pista, la temporada 2006 va resultar ser la temporada final de la Lliga.